# جبل القلوم
جبل القلوم جبل من سلسلة جبال مدين في السعودية، يقع في منطقة تبوك، ويبلغ ارتفاعه 2,367 م (7,766 قدم).